# Max Delbrück
Max Ludwig Henning Delbrück (4. září 1906 Berlín – 9. března 1981 Pasadena, Kalifornie) byl německo-americký genetik a biochemik, který svými objevy zásadně přispěl k rozvoji molekulární biologie a genetiky. Roku 1969 získal Nobelovu cenu za fyziologii a lékařství spolu s Alfredem Hersheym a Salvadorem Luriou za objevy týkající se mechanismu replikace a genetické struktury virů.

## Původ a rodina
Rodina Delbrücků pocházela původně z dolnosaského Alfeldu a získala v Prusku řadu vlivných pozic. Max Delbrück se narodil v Berlíně jako nejmladší ze sedmi dětí do významné rodiny. Jeho otec Hans Delbrück byl renomovaným historikem na Humboldtově univerzitě a jeho matka Caroline Thiersch byla vnučkou slavného chemika Justuse von Liebiga. 
Jeho bratr Justus Delbrück byl právník, který se společně se švagry Klausem Bonhoefferem a Dietrichem Bonhoefferem podílel na protinacistickém odboji. Klaus Bonhoeffer, manžel Delbrückovy sestry Emmi, byl právníkem v Deutsche Lufthansa a aktivním členem odboje. Dietrich Bonhoeffer, vlivný teolog a kazatel, je znám svým veřejným odporem vůči nacistickému režimu a hlubokým křesťanským přesvědčením, které jej vedlo až k riskování vlastního života.
Bonhoefferové a Delbrückovi byli zapleteni do přípravy atentátu na Adolfa Hitlera z 20. července 1944, který zorganizovala skupina důstojníků Wehrmachtu s cílem ukončit Hitlerovu vládu a zastavit další devastaci země válkou. Po neúspěchu atentátu byli Klaus a Dietrich Bonhoefferové spolu s Justem Delbrückem zatčeni. Dietrich a Klaus Bonhoefferové byli odsouzeni a roku 1945 popraveni příslušníky RSHA, zatímco Justus Delbrück zemřel téhož roku v sovětském zajetí. 
Max v roce 1937 emigroval do USA, kde se roku 1941 oženil s americkou novinářkou Mary Adeline Bruce, s níž měl čtyři děti: Jonathana, Nicolase, Tobiase a Ludinu. Po roce 1945 se stal americkým občanem. Delbrückův syn Tobias se stal profesorem neuroinformatiky na univerzitě v Curychu a ve Švýcarském federálním technologickém institutu (ETH), kde je považován za jednoho z průkopníků v oblasti event kamer – technologií, které se využívají v dynamických vizuálních systémech a jsou klíčové pro aplikace, jako je robotika a autonomní řízení.

## Studium a začátek kariéry
Delbrück studoval na univerzitách v Göttingenu, Bonnu, Tübingenu a Berlíně. Přestože jeho původní zájem směřoval k astronomii, nakonec se rozhodl pro fyziku a pod vlivem nově vznikající kvantové mechaniky přešel na teoretickou fyziku. Roku 1930 získal doktorát na univerzitě v Göttingenu, kde studoval u významných vědců jako Max Born a Werner Heisenberg. Po studiích strávil nějaký čas na univerzitě v Bristolu a také v Kodaňském institutu Nielse Bohra v roce 1931. Právě v Kodani ho Bohr svými přednáškami přivedl k zájmu o biologické otázky, což se později stalo jedním z klíčových impulsů pro jeho přechod z fyziky do oblasti molekulární genetiky.
Po návratu do Berlína se stal asistentem v tamním Kaiser-Wilhelm-Institutu pro chemii, kde pracoval s významnými fyziky Lise Meitnerovou a Otto Hahnem na výzkumu radioaktivního záření a jaderné fúze. Zároveň se naplno rozvinul jeho zájem o biologii, který mu doporučil Niels Bohr, a začal se zamýšlet nad otázkami života z pohledu fyziky.

### Molekulární genetika
Ve spolupráci s genetikem Nikolajem Timofejevem-Ressovským a fyzikem Karlem Zimmerem publikoval Delbrück v roce 1935 klíčovou práci „O povaze genové mutace a struktuře genu“ (Über die Natur der Genmutation und der Genstruktur). Tato studie se stala základem moderní genetiky a inspirovala fyzika Erwina Schrödingera k napsání jeho knihy Co je život? (What Is Life?), která ovlivnila celé generace vědců, včetně Jamese Watsona a Francise Cricka, kteří později objevili strukturu DNA.

## Emigrace a výzkum v USA
V roce 1937 Delbrück emigroval do Spojených států, kde začal pracovat na Kalifornském technologickém institutu (Caltech) na výzkumu genetické struktury virů (bakteriofágů). S Emory Ellisem zde objevil, že se viry množí nikoliv exponenciálně jako buňky, ale v jedné fázi uvnitř hostitelské buňky, která tím zároveň zaniká a umožňuje infikaci dalších buněk, což zásadně změnilo pohled na viry. 
Po vypršení stipendia získal v roce 1940 místo učitele fyziky na Vanderbiltově univerzitě v Nashvillu, kde vedl výzkum bakteriálních mutací a společně se Salvadorem Luriou provedl slavný experiment (Luria-Delbrückův experiment), jenž prokázal, že mutace u bakterií probíhají náhodně a nejsou reakcí na prostředí. Tento objev přispěl k rozvoji teorie přirozeného výběru a znamenal konec Lamarckovy teorie dědičnosti získaných vlastností.
Delbrück se po druhé světové válce aktivně zasazoval o rozvoj vědy v Německu. V roce 1956 spoluzaložil Institut genetiky na univerzitě v Kolíně nad Rýnem, kde působil jako ředitel a hostující profesor v letech 1961–1963. Na žádost působil také jako konzultant na univerzitě v Kostnici. Kromě toho po válce a po zbytek svého života zasílal německým institucím své osobní kopie vědeckých článků, k nimž by jinak neměly přístup.
V 50. letech Delbrück vedl vědeckou debatu o způsobu replikace DNA. Zpochybňoval model dvojité šroubovice, který navrhli James Watson a Francis Crick, a navrhl alternativní teorii tzv. „disperzivní replikace,“ podle níž se DNA může rozpadnout na menší fragmenty a znovu se složit. Tato debata pokračovala, dokud Meselson a Stahl v roce 1957 experimentálně nepotvrdili původní model polokonzervativní replikace, čímž byla Delbrückova teorie vyvrácena.

## Nobelova cena a pozdější výzkumy
V roce 1969 Delbrück, Luria a Hershey obdrželi Nobelovu cenu za fyziologii a lékařství za své výzkumy bakteriálních virů. Nobelův výbor zdůraznil, že Delbrück měl zásadní podíl na transformaci výzkumu virů z oblasti spíše empirické na přísně vědeckou disciplínu, kde byla úloha experimentů přesně vymezena a statistické metody standardizovány. Spolu s kolegy tak položil základy pro moderní molekulární biologii a prokázal, že kvantitativní a statistické metody jsou klíčové při zkoumání genetických mechanismů.
Jako profesor na Caltechu až do svého odchodu do důchodu v roce 1977 se Delbrück zabýval i dalšími otázkami biologie a fyziky, včetně studia senzorických funkcí a adaptace u mikroorganismů, zejména plísní rodu Phycomyces, což však nepřineslo očekávané výsledky.
Delbrückovy přednášky o genetice bakteriálních virů na Cold Spring Harbor Laboratory se staly místem setkání nadějných vědců, mezi nimiž byly významné osobnosti jako James Watson a Seymour Benzer. Tato přednášková série, trvající 26 let, přitáhla pozornost k oblasti molekulární genetiky a prokázala její potenciál pro pochopení základních mechanismů života.

## Odkaz
Delbrückovy přístupy založené na matematickém a statistickém zkoumání genetických mechanismů přinesly nový rozměr do molekulární biologie a výrazně posílily interdisciplinární spolupráci mezi fyziky, biology a genetiky. Výsledkem jeho výzkumů byla i dlouhodobá spolupráce s dalšími vědci, kteří hráli klíčovou roli při formování tohoto nového vědního oboru. 
Delbrückova práce inspirovala mnoho dalších vědců, ať už jeho experimenty s bakteriálními viry či jeho filozofické úvahy o povaze života. Jeho přístup také vedl k vytvoření výzkumných center, jako je Max-Delbrück-Centrum pro molekulární medicínu v Berlíně nebo Institut genetiky v Kolíně nad Rýnem, který vznikl na Delbrückovu žádost s podporou autmobilky Volkswagen. 
Na jeho počest byla také založena Max Delbrück Prize, biofyzikální cena udělovaná Americkou fyzikální společností.

## Dílo
Max Delbrück po sobě zanechal bohaté vědecké dílo, které zahrnuje řadu klíčových publikací z oblasti teoretické fyziky, kvantové mechaniky a molekulární genetiky:
- Quantitatives zur Theorie der homöopolaren Bindung (1930) – Delbrückova dizertační práce věnovaná teorii vazeb mezi atomy.
- Über die Natur der Genmutation und der Genstruktur (1935) – průlomová studie s Timofejevem-Ressovským a Zimmerem o povaze genetických mutací.
- The growth of bacteriophage (1939) – článek s Emorym Ellisem, který odhalil unikátní metodu reprodukce virů.
- Statistical Fluctuations in Autocatalytic Reactions (1940) – práce věnovaná statistickému zkoumání mutací bakterií.
- A Physicist Looks at Biology (1949) – esej, ve které Delbrück přehodnocuje své pohledy na biologii z perspektivy fyziky.

Delbrück rovněž vytvořil významný základ pro využití fyzikálních modelů v genetice a publikoval díla, která přispěla k výzkumu senzorických procesů u mikroorganismů a k jeho filosofickému pohledu na život. Tato díla dodnes slouží jako inspirace pro biochemický a genetický výzkum a zanechala nezapomenutelný odkaz v oboru molekulární biologie.